# Anatole
Anatole (em grego clássico: Ἀνατολή), na mitologia grega, era uma das horas, filhas de Zeus e de Têmis, deusas guardiãs da ordem natural, do ciclo anual de crescimento da vegetação e das estações climáticas anuais. Anatole era a personificação da alvorada. São filhas de Zeus, deus dos deuses e da Titânide Têmis, deusa da justiça.[carece de fontes?]